# Mattias Nylund
Mattias Nylund (* 23. September 1980 in Sundsvall) ist ein schwedischer Fußballspieler.

## Laufbahn
Nylund begann mit dem Fußballspielen bei Söråkers IF. Über IFK Timrå kam er in die Jugendabteilung von GIF Sundsvall. Dort debütierte er in der ersten Mannschaft. 1999 wechselte er auf Leihbasis zur SV Ried nach Österreich, kehrte aber nach einer Spielzeit wieder zurück nach Schweden. 2002 wechselte er zu AIK Solna. Dort bekam er aber nur elf Minuten Einsatzzeit, sodass er am Saisonende wieder zu GIF wechselte. 2006 wechselte er nach Norwegen zu Aalesunds FK in die Adeccoligaen. Als Tabellenzweiter gelang der Aufstieg in die Tippeligaen. Nach der Saison 2007 verließ er Norwegen und kehrte nach Schweden zurück, wo er sein Glück bei der Trelleborgs FF versuchen wollte. Nach zwei Jahren bei Trelleborgs verließ er den Verein mit Saisonstart 2010 und wechselte zum Ligarivalen GIF Sundsvall. Dort spielte er bis Mai 2012 und ging dann in die Division 3 zu seinem Jugendverein IFK Timrå.

### International
Nylund bestritt am 26. Januar 2005 beim 0:0-Unentschieden gegen Mexiko sein bisher einziges Länderspiel für Schweden.

### Als Trainer
Im Dezember 2011 wurde Nylund, neben seiner aktiven Fußballkarriere, Trainer der U-17 Mannschaft des GIF Sundsvall.